# 大果紫檀

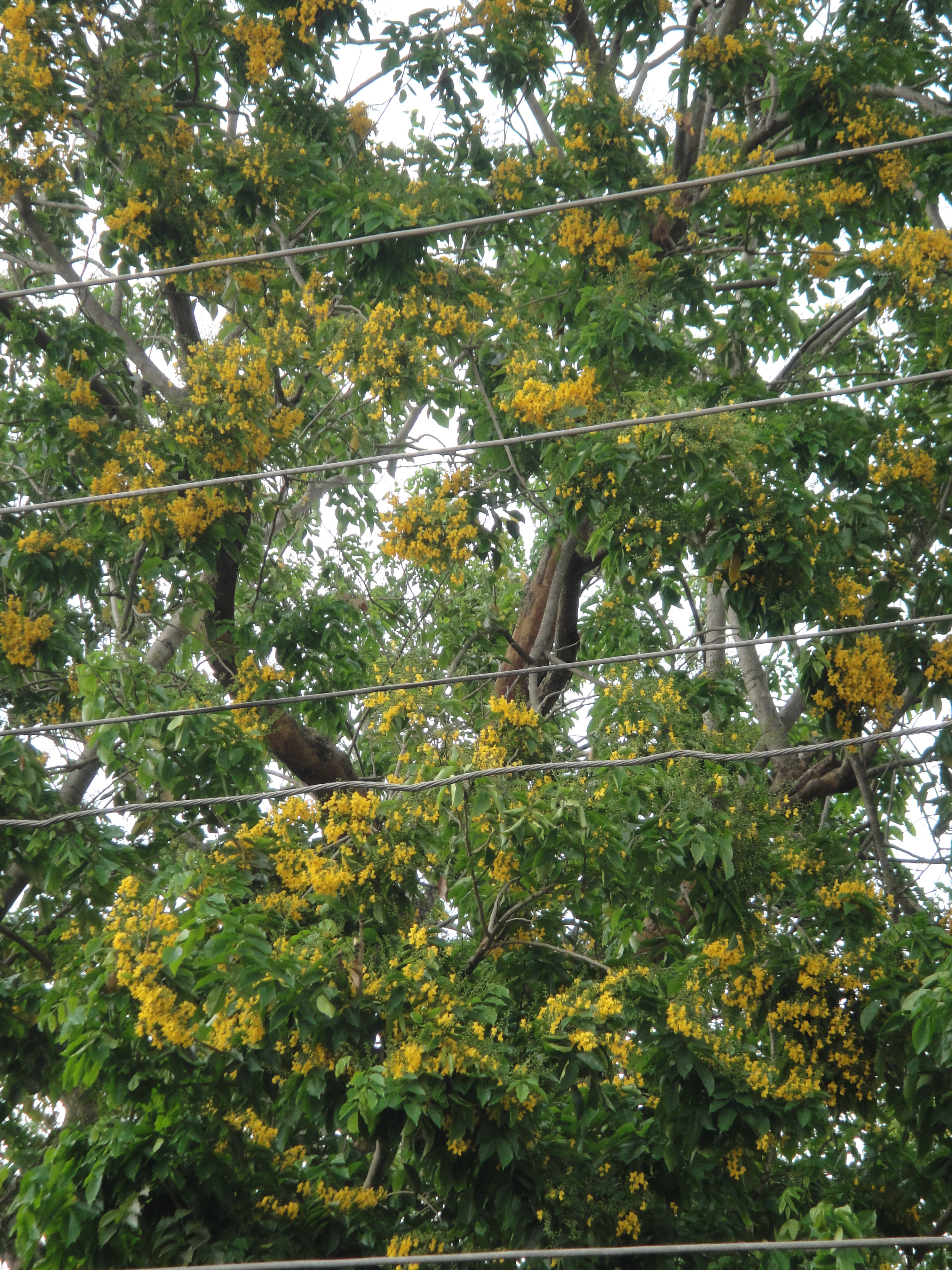
開花的大果紫檀

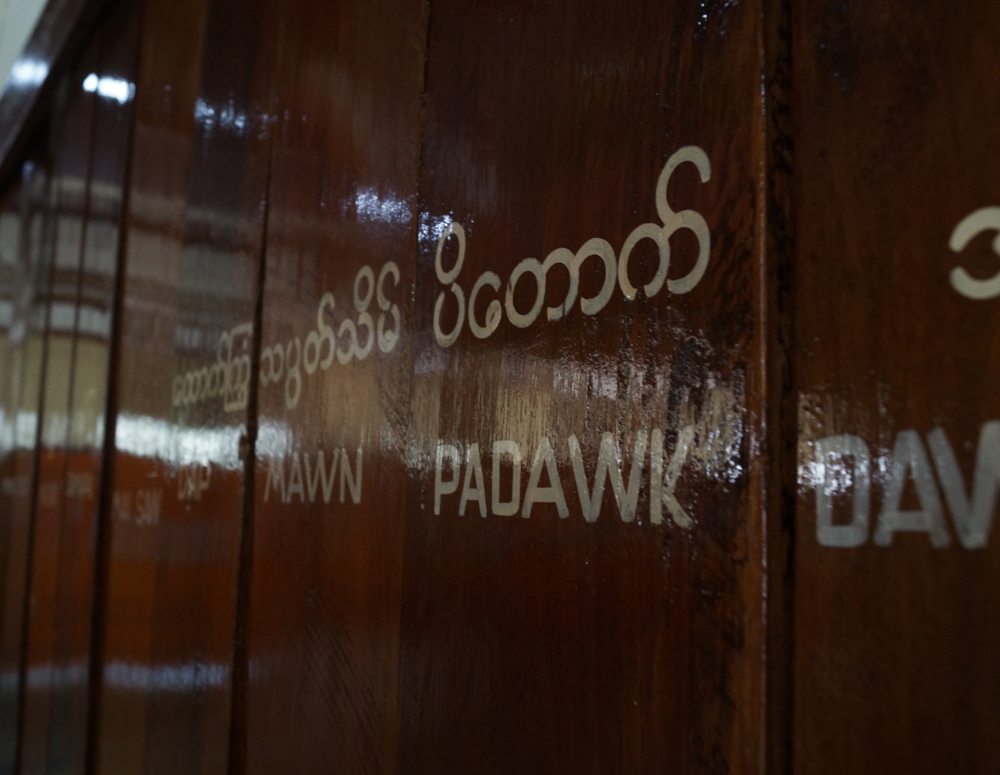
大果紫檀木材

大果紫檀（Pterocarpus macrocarpus；緬甸語：မြန်မာပိတောက်），俗称缅甸花梨，是紫檀屬的一種喬木，分佈于東南亞國家如緬甸、老撾、柬埔寨、越南，後來引入印度和加勒比。其木材属于红木“花梨木”类，为一种名贵木材。

## 形態
大果紫檀高度在10–30米之間，樹幹直徑1.7米，樹皮呈灰褐色，分泌紅色樹膠。其木材耐用，可用來製作家具。大果紫檀每年在潑水節時開花，在緬甸是一種國家象征。